# Pseudoschizothyra thaungii
Pseudoschizothyra thaungii är en svampart som beskrevs av Punith. 1980. Pseudoschizothyra thaungii ingår i släktet Pseudoschizothyra, divisionen sporsäcksvampar och riket svampar.   Inga underarter finns listade i Catalogue of Life.